# Тюнампылькы (приток Мотылькы)
Тюнампылькы (устар. Тюн-Амбий-Кы) — река в России, протекает по территории Ямало-Ненецкого автономного округа. Устье реки находится на высоте 54 м над уровнем моря в 9 км по правому берегу реки Мотылькы. Длина реки составляет 23 км.
Исток берёт в болотной лесной местности на высоте 100 м над уровнем моря.

## Данные водного реестра
По данным государственного водного реестра России относится к Нижнеобскому бассейновому округу, водохозяйственный участок реки — Таз, речной подбассейн реки — подбассейн отсутствует. Речной бассейн реки — Таз.
Код объекта в государственном водном реестре — 15050000112115300063921.